# Valley View (Texas)
Valley View è un comune (city) degli Stati Uniti d'America della contea di Cooke nello Stato del Texas. La popolazione era di 757 abitanti al censimento del 2010.

## Geografia fisica
Valley View è situata a 33°29′37″N 97°09′52″W (33.493656, -97.164403).
Secondo lo United States Census Bureau, la città ha una superficie totale di 9,17 km², dei quali 9,16 km² di territorio e 0,01 km² di acque interne (0,11% del totale).
La Interstate 35/U.S. Route 77 passa ad est del centro della città, con accesso dalle uscite dalla 485 alla 487. L'autostrada conduce a nord 10 miglia (16 km) di Gainesville, il capoluogo di contea, e a sud 20 miglia (32 km) di Denton.

## Società

### Evoluzione demografica
Secondo il censimento del 2010, la popolazione era di 757 abitanti.

### Etnie e minoranze straniere
Secondo il censimento del 2010, la composizione etnica della città era formata dal 94,45% di bianchi, lo 0,26% di afroamericani, l'1,32% di nativi americani, lo 0,13% di asiatici, lo 0% di oceanici, il 2,64% di altre razze, e l'1,19% di due o più etnie. Ispanici o latinos di qualunque razza erano il 5,68% della popolazione.